# Tamerlan Aliyev
Tamerlan Aziz oglu Aliyev (en azerí: Tamerlan Əziz oğlu Əliyev; Najicheván, 3 de octubre de 1921 – Bakú, 7 de abril de 1997) fue Científico de Honor de la República Socialista Soviética de Azerbaiyán, Doctor en Medicina, profesor.

## Biografía
Tamerlan Aliyev nació el 3 de octubre de 1921 en Najicheván. En 1944 se graduó de la Universidad de Medicina de Azerbaiyán.
En 1945 comenzó su carrera en el Departamento de Terapia (actualmente Departamento de Enfermedades Internas) de la Universidad de Medicina de Azerbaiyán y  trabajó aquí hasta el fin de su vida. En 1969 defendió su tesis doctoral y recibió el título de Doctor en Medicina. Fue autor de más de 250 trabajos científicos, que incluyen 12 monografías, libros, recomendaciones metodológicas, así como numerosos artículos científicos y públicos. Él representó adecuadamente a Azerbaiyán en eventos científicos en Turquía, Estados Unidos, Francia, Inglaterra, Alemania, Canadá, Suiza, Finlandia y otros países extranjeros.
Tamerlan Aliyev murió el 7 de abril de 1997 y fue enterrado en el Callejón de Honor de Bakú.

## Premios y títulos
- Premio Estatal de la República Socialista Soviética de Azerbaiyán
- Orden de la Revolución de Octubre
- Orden de la Insignia de Honor
- Científico de Honor de la República Socialista Soviética de Azerbaiyán (1981)